# Roberto Augusto
Roberto Augusto Lopes (Três Lagoas, 21 de maio de 1931) é um ex-jogador de futebol, bispo evangélico e político brasileiro. Exerceu o mandato de deputado federal constituinte em 1988.

## Biografia
Filho de João Augusto Lopes e Hermínia da Silva Lopes, jogou futebol profissionalmente até o começo dos anos 1960, atuando no Canto do Rio Niterói (RJ) e no Bangu Atlético Clube do Rio de Janeiro.
Roberto Augusto fundou, junto com Edir Macedo Bezerra, Romildo Ribeiro Soares (também conhecido como R. R. Soares) e os irmãos Samuel e Fidélis Coutinho, a Igreja Cruzada do Caminho Eterno (Salão da Fé), em 1975 no Rio de Janeiro. Em 1977, Roberto, Edir e Romildo romperam com a Igreja Caminho Eterno e fundaram, em uma funerária no bairro da Abolição no Rio de Janeiro, o grupo religioso de origem pentecostal chamado de Igreja da Benção, que a partir de 9 de julho de 1977 viria a ser conhecido como a Igreja Universal do Reino de Deus na Avenida Suburbana, número 7.702. Em 1981, concluiu a graduação no curso de teologia na Faculdade de Teologia Evangélica do Rio de Janeiro. Entre 1981 e 1983, foi representante da Universal em viagens a Jerusalém, como bispo. No ano seguinte, exerceu a função de vice-reitor da Faculdade Teológica Universal do Reino de Deus, no Rio de Janeiro. Roberto Augusto ocupo o cargo durante dois anos. Roberto Augusto permaneceu membro da Igreja Universal do Reino de Deus até o ano de 1987, quando decide retornar à Igreja Nova Vida.
Na tentativa de implantar a Universal em São Paulo, foi para o estado em 1979.
Também trabalhou como radialista, com um programa diário de cunho religioso na Rádio Copacabana do Rio de Janeiro.  Nele, Roberto Augusto chegou a se manifestar contra outras religiões, principalmente o espiritismo. Além disso, participava de outro programa diário chamado “Despertar da Fé”, que era transmitido todos os dias da semana pela TV Bandeirantes.
Filiou-se ao Partido Democrático Social (PDS) e, posteriormente, ao Partido Trabalhista Brasileiro (PTB). Em novembro de 1986, foi candidato a uma vaga na Assembleia Nacional Constituinte (ANC) pelo Rio de Janeiro. Com a marca de 54.332 votos, foi o deputado eleito que recebeu a maior quantidade de votos do PTB. No mesmo ano em que voltou a atuar na Igreja de Nova Vida, 1987, se tornou primeiro-vice-presidente da Subcomissão da Família, do Menor e do Idoso, da Comissão da Família, da Educação, Cultura e Esportes, da Ciência e Tecnologia e da Comunicação. Em fevereiro do mesmo ano, também se tornou membro suplente da Subcomissão dos Direitos dos Trabalhadores e Servidores Públicos, da Comissão da Ordem Social. Em 1988, Roberto Augusto Lopes abandona a Igreja Universal por discordar, segundo ele, da visão meramente empresarial e mercantilista à qual Edir Macedo aderiu.
Roberto abandonou carreira política e segue atuando como bispo da Igreja de Nova Vida. Tem três filhos, frutos do casamento com Geise Maria Rocha Garcia Lopes.